# قشة روزمالين قزم
قشة روزمالين القزم (الأسم العلمي: Callibella humilis)، والمعروف أيضًا باسم القشة القزم الأسود المتوج، هو قرد صغير من سعادين العالم الجديد موطنه غابات الأمازون المطيرة، على الضفة الشرقية لنهر ماديرا السفلي، والضفة الغربية لنهر أريبوانا في البرازيل. تم تسمية القرد نسبة لمستكشفه مارك فان روزمالين. هذه القرود لديها أصغر توزيع لأي قرود في الأمازون. هذه قرود القشة لديها العديد من سمات الفريدة من نوعها، عادة يتم تصنيفها في أصنوفة أحادية الطراز من جنس كاليبيلا (Callibella)  ومع ذلك، يجادل بعض المصنفين بأن هذه الأنواع من الأفضل أن توضع في جنس ميكو (Mico humilis).
تم وصفه لأول مرة في عام 1998، بعد اكتشافه في جنوب مدينة ماناوس. وفي عام 1996، تم إعطاء المٌستكشف مارك فان روزمالين وعاء حليب بواسطة تاجر بحري مع أحد هذه القرود بداخله. كان يشتبه في أنها كانت نوعًا جديدًا، أحد أقارب قشة القزم، ولكن في تلك المرحلة لم يكن على علم بأصله الدقيق. بعد رحلة استكشافية طويلة، تم اكتشافه بالقرب من بلدة نوفا أوليندا في جنوب شرق أمازوناس. تم تسجيل هذا النوع لاحقًا في الجنوب على طول الضفاف الغربية لنهر روزفلت.
يبلغ طول قشة روزمالين القزم البالغ من 38 إلى 39 سم، بما في ذلك ذيل 22-24 سم ، ويزن 150-185 غرام. وهو ثاني أصغر أنواع السعادين، مع كون قشة القزم المرتبط به أصغر. الأجزاء العلوية من قشة روزمالين لها لون بني زيتوني غامق بشكل أساسي، بينما الأجزاء السفلية، شاحبة وباهتة مائلة إلى اللون الأصفر. الوجه العاري، يحده حلقة نحيلة من الشعر. التاج أسود اللون، كما هو مقترح باسمه الشائع البديل؛ «القشة القزم الأسود المتوج». لديها مخالب بدلا من الأظافر، ومثل غيرها من القشيات فأنها تغذي على عصارة الأشجار، ولديها أسنان مماثلة.
وهو يعتبر غير عادي بين القشيات، لأنه يولد طفلًا واحدًا فقط بدلاً من التوائم، وهو معيار قرود القشة. غالبًا ما تكون إقليميًا جدًا، على الرغم من أن هذا ليس هو الحال بين قرود القشة روزمالين قزمي، حيث من الشائع أن يكون لدى العديد من الإناث ذكر واحد، بدلاً من أنثى مهيمنة.